# Ahl El Ksar
 (septembre 2011).
Si vous disposez d'ouvrages ou d'articles de référence ou si vous connaissez des sites web de qualité traitant du thème abordé ici, merci de compléter l'article en donnant les références utiles à sa vérifiabilité et en les liant à la section « Notes et références ».
Ahl El Ksar est une commune algérienne de la wilaya de Bouira en Kabylie. Ses habitants sont appelés Iqesriwen, Tiqersriwin ou At Leqsar.

## Géographie

### Situation
La commune est située au sud-est de la wilaya de Bouira (Tuvirets) et au sud de la Kabylie.

### Relief
La commune fait face à la chaîne montagneuse du Djurdjura.

### Climat
- Climat légèrement froid l'hiver et très chaud l'été. Pour l'été le climat est entre 32⁰ et 46⁰. Pour l'hiver le climat est entre 0⁰ et 5⁰

### Localités de la commune
La commune d'At Leqsar est composée de dix-sept localités
- Achadiou
- Ahl El Ksar
- Barodha
- Boumnazel
- Ighil M'Hala
- Ighzer koulghoum
- M'laoua
- Ouatouf
- Z'riba Takdimt
- Talamine
- Tiza i chenane-n
- Tasaf-saft
- Tighilt
- Tigmit
- Tiliouat
- Tiftissine
- Zeriba

## Toponymie
At Leqsar, du berbère At LeQsar qui veut dire les habitants du palais. 0n connait plusieurs transcriptions, Ahl Leksar, Ahl Ksar et Ahl Leqsar (اهل القصر en arabe). Connu aussi sous le nom populaire de Z'riba.Alias ASHIR qui veut dire Palais en Tamazight.

## Histoire
Les habitants de Leqsar sont berbérophones (Kabyles).
- La robe portée par la femme Taqesrwit, de couleur noire. En plus de la robe portée par les vieilles femmes "Thamserrahth" jadis tenue aux épaules par "Ifzimen" ou "Tikhellal".
- Le turban blanc (A3essev) porté par la vieille femme Taqesriwt, Achwaw (sorte de manteau) pour se protéger du froid.
- Aqesriw appelle sa mère : Hanna, son père: Dadda.

## Économie
Les principales activités économiques sont:
l’oléiculture
Les figues de Barbarie
Les amandiers
Les fruits du pin d'Alep

## Personnalités
Aucune

## Patrimoine
- Les deux pics de Lalla Mlawa - à une altitude de 960m et 860 m -
- Le village d'Ighil nat Mhend - à une altitude de 1100 m -
- Les forêts vastes de Hlassa
- Le village d'El-hammam
- La forêt de Sidi-Aich
- La région de Thihamziyine
- La forêt de Taghzout
- Le village de Chriâ
- Le mont de LaghwayeR
- L'ancien village d'Ath Abdellah Ouali
- La forêt de Tigrine
- les plaines d'Iherkane près de Boumnazel
- La forêt de Tiâchache
- Halwane
- Vallée de Vouyaghrane
- Thisquiline
- Thi3chache
- Thratcha
- Thighilt n Cheikh
- Lghar
- Thihemziyine
- Thighilt N'bava Hamou (Voumnazel)
- Bla3ssi
- Les forêts de Tizza nat khedhache

## Enseignement
- 2 lycées : lycée polyvalent At Leqsar
- 4 collèges
- 23 écoles primaires
- 10 mosquées(dont 2 pour apprendre le coran)
- un centre de formation professionnelle

## Vie quotidienne
Elle compte de nombreux villages. C’est une petite ville qui connaît une expansion, mais elle est déjà dotée de plusieurs structures comme le grand lycée de Mohamed Boudiaf, un centre culturel «Khitous Aissa», un CSP «Frères Ouali», une clinique, de nombreuses mosquées et des activités commerciales comme le marché hebdomadaire du mercredi nommé larab3a.
Pour plus d'informations : voir le blog : ahl-el-ksar.blog4ever.com de Rabah Ouali